# حصن شنش
حِصْنُ شَنَش (بالإسبانية: Senés)‏ بلدية تقع في مقاطعة المرية. جنوب شرق إسبانيا. يبلغ عدد سكانها 319 نسمة.

## وصلات خارجية
- (بالإسبانية)